# 陳臯謨 (正德進士)
陳皐謨（1479年—16世纪？），字名世，山西振武衛軍籍代州人，明朝官员。

## 生平
正德五年（1510年）庚午科山西鄉試第一名舉人。正德十六年（1521年）中式辛巳科會試第二百五十一名，登第三甲第一百一十六名進士。嘉靖元年（1522年），授三河县知县。嘉靖四年（1525年）闰十二月，选授户科给事中，升刑科右。七年七月，与兵部右侍郎王廷相清查御马监冒滥勇士。九月升户科左，十一月升工科都。

## 家族
曾祖陳隆；祖父陳溫，曾任縣丞；父陳吉，曾任義官。母石氏；繼母趙氏。严侍下。